# ポルト・ノヴォ基礎自治体 (カーボベルデ)
ポルト・ノヴォ基礎自治体（ポルトガル語: Concelho do Porto Novo）は、カーボベルデの基礎自治体のひとつ。

## 隣接行政区画
- パウル
- リビエラ・グランデ

## 教区
- São João Batista
- Santo André